# Neemia (carte)
Neemia este o carte din Vechiul Testament. În cea mare parte este scrisă sub forma unor memorii la persoana I. Cartea se referă la reconstruirea zidurilor Ierusalimului de către Neemia, un evreu care este un înalt oficial de la curtea persană, și dedicarea orașului și oamenilor săi legilor lui Dumnezeu (Tora). Evenimentele au loc în a doua jumătate a secolului al V-lea î.Hr.. Nucleul original al cărții, memoriile la persoana I, posibil să fi fost combinate cu nucleul din Cartea lui Ezra în jurul anului 400 î.Hr., cu toate că editarea lor a continuat și în epoca elenistică. 